# Cuenta de Microsoft
Cuenta de Microsoft (anteriormente Microsoft Passport, .NET Passport, Microsoft Passport Network, y Windows Live ID) es un servicio de inicio de sesión único desarrollado por Microsoft que permite a los usuarios autenticarse en múltiples sitios web (como Outlook.com), dispositivos (p. ej., ordenadores y tabletas con Windows 10 o teléfonos inteligentes con Windows Phone 8.1) y aplicaciones (incluyendo Visual Studio) usando una cuenta única.

## Visión general

### Web Autenticación
El 15 de agosto de 2007, Microsoft lanzó Windows Live ID Web Authentication SDK, que permite a los desarrolladores web integrar Windows Live ID en sus sitios Web en una amplia gama de plataformas de servidor web - incluyendo ASP.NET (C#), Java, Perl, PHP, Python y Ruby.

### Windows CardSpace
Windows Live ID puede permitir a los propietarios, la integración con Windows CardSpace (un componente de. NET Framework versión 3.0 y 3.5) mediante la selección de una tarjeta de información de la selección de la interfaz de usuario de Windows CardSpace para vincular su Windows Live ID.

### OpenID
El 27 de octubre de 2008, Microsoft anunció que se comprometía públicamente a apoyar el protocolo OpenID y que trabajaría para convertirse en un proveedor de OpenID a través de Windows Live ID. Esto permitiría a los usuarios de los servicios de Microsoft utilizar su identificador de Windows Live ID para acceder a cualquier sitio web que soporte autenticación OpenID.

## Descripción
Microsoft account es el sitio web para los usuarios puedan controlar su identidad. Las características de una cuenta de Microsoft incluyen:
- Actualización de la información del usuario como nombre y apellido, dirección, etc., asociados a la cuenta;
- Actualizando la configuración de usuario, tales como idioma preferido o preferencias para las comunicaciones de correo electrónico;
- Cambiar o restablecer las contraseñas de usuario;
- Cerrar la cuenta;
- Ver detalles de facturación asociadas a la cuenta;
- Vincular múltiples IDs en Microsoft account.

### Integrado con
- Windows NT (empezando con Windows Server 2012)
  - Groove Música
  - Microsoft Cortana
  - Películas y TV
  - Microsoft Store
  - Windows Insider
- Windows Phone (empezando con Windows Phone 8)
  - Tienda Windows Phone
- Bing
- Exchange Online
- Exchange Online Protection
- Office 365
- Office Online
- OneDrive
- Outlook.com
- Skype
- System Center Advisor
- Visual Studio
- Microsoft Azure
- Xbox Live

## Historia
Microsoft Passport, el predecesor de Windows Live ID, originalmente se colocó como un servicio de inicio de sesión único para todo el comercio web. Microsoft Passport había recibido muchas críticas. Un prominente crítico fue Kim Cameron, autor de las leyes de identidad, que cuestionó Microsoft Passport en sus violaciones de las leyes. Desde entonces se ha convertido en jefe arquitecto de identidad de Microsoft y ayudó a abordar estas violaciones en el diseño de la identidad de Windows Live ID meta-system. Como consecuencia, Windows Live ID no está posicionado como el servicio de inicio de sesión único para todo el comercio web, sino como una opción de muchos de los sistemas de identidad.
En diciembre de 1999, Microsoft olvidó a pagar su cuota de inscripción anual de $35 por "passport.com" dominio en Network Solutions. El hecho de supervisión de Hotmail, que utilizó el sitio para la autenticación. Un consultor de Linux, Michael Chaney, pago al día siguiente de (Navidad), con la esperanza de que resolvería este problema con el sitio. Como resultado el sitio volvió estar disponibles a la mañana siguiente. En el otoño de 2003, el mismo buen samaritano ayudó a Microsoft cuando se perdió en el pago de "hotmail.co.uk", aunque no como resultado de inactividad.
En 2001, en la Electronic Frontier Foundation, el abogado Deborah Pierce criticó Microsoft Passport como una amenaza potencial a la vida privada después de haber sido puesto de manifiesto que Microsoft tendría acceso completo a los clientes y el uso de la información. Los términos fueron rápidamente actualizada por Microsoft. 
En julio y agosto de 2001, el Centro de Información sobre Privacidad Electrónica y una coalición de catorce grupos de consumidores más importantes presentaron denuncias ante la Comisión Federal de Comercio (FTC), alegando que el sistema Microsoft Passport violó la Sección 5 de la Federal Trade Commission Act (FTCA), que prohíbe prácticas injustas o engañosas en el comercio.
En 2003, Faisal Danka, una británica especializada en seguridad TI, reveló una grave falla en Microsoft Passport, a través del cual cualquier cuenta vinculada a Microsoft Passport o Hotmail fácilmente podría romperse mediante el uso de cualquier navegador común.
En 2012, Windows Live ID cambió su nombre por Microsoft Account.
A partir del 2021 se necesitará una de estas (en lugar de la de Mojang) para jugar Minecraft.